# Rhinotragus apicalis
Rhinotragus apicalis là một loài bọ cánh cứng trong họ Cerambycidae.